# السعودية في كأس الخليج العربي 1970
تعرضُ هذه المقالة مُشاركة المنتخب السّعُوديّ في كأس الخليج العربي 1970، التي عُقِدَت في البحرين بين 27 مارس و3 أبريل.
جَرَت المُباريات بنظام المجمُوعة الواحدة، حيث لعب المُنتخب السّعودي مع ثلاث مُنتخبات (الكويت، قطر، البحرين) خَسِرَ مُباراة واحدة وتعادل مُبارتين. وبذلك احتلَّ المركز الثالث في المجمُوعة خاصّةً، والبُطولة عامّةً.

## البُطولة

### المجموعة
| المُنتخب  | لَعِب | فَازَ | تَعَادَلَ | خَسِرَ | له | عليه | فارق الأهداف | النِّقاط |
| -------- | --- | --- | ----- | --- | -- | ---- | ------------ | ------ |
| الكويت   | 3   | 3   | 0     | 0   | 10 | 4    | +6           | 6      |
| البحرين  | 3   | 1   | 1     | 1   | 3  | 4    | -1           | 3      |
| السعودية | 3   | 0   | 2     | 1   | 2  | 4    | -2           | 2      |
| قطر      | 3   | 0   | 1     | 2   | 4  | 7    | -3           | 1      |

### المُباريات

#### السّعُودية ضد الكويت
| الكويت                                | 1-3 | السعودية        |
| ------------------------------------- | --- | --------------- |
| محمود ديكسن · جواد خلف · محمد المسعود |     | محمد النور موسى |

#### السّعُودية ضد البحرين
| البحرين | 0-0 | السعودية |
| ------- | --- | -------- |
|         |     |          |

#### السّعُودية ضد قطر
| السعودية        | 1-1 | قطر       |
| --------------- | --- | --------- |
| محمد النور موسى |     | خالد بلان |

## مَرَاجِع
1. ↑  "الموقع الدائم لكأس الخليج العربي". مؤرشف من الأصل في 29 ديسمبر 2017. اطلع عليه بتاريخ 4 فبراير 2018.

## وصلات خارجيَّة
- المَوقِع الرَّسمي بالعربيّة
- RSSSF site